# Saint-Fargeau
Saint-Fargeau este o comună în departamentul Yonne, Franța. În 2009 avea o populație de 1,798 de locuitori.

## Evoluția populației
| An        | 1975  | 1982  | 1990  | 1999  | 2006  | 2009  |
| --------- | ----- | ----- | ----- | ----- | ----- | ----- |
| Populație | 1,886 | 1,842 | 1,801 | 1,814 | 1,660 | 1,798 |